# Defi-gbe
 (février 2023).
Le defi-gbe ou defi est une langue gbe proche du fon-gbe, parlée dans la commune de Sèmè-Kpodji dans l’Ouémé au Bénin.